# More Experience
More Experience è un album live postumo di Jimi Hendrix pubblicato in Gran Bretagna nel marzo 1972 dalla Ember Records.
Il disco avrebbe dovuto essere la colonna sonora del film, in seguito cancellato, Experience, documentante il concerto tenuto dalla The Jimi Hendrix Experience alla Royal Albert Hall il 24 febbraio 1969. La prima parte di More Experience, il disco intitolato Experience, era stato pubblicato nel 1971 sempre dalla Ember che deteneva i diritti dei nastri relativi all'esibizione.

## Tracce
Tutti i brani sono opera di Jimi Hendrix, eccetto dove indicato.
Lato 1
1. Little Wing - 3:20
2. Voodoo Child (Slight Return) - 7:17
3. Room Full of Mirrors (edited) - 2:56

Lato 2
1. Fire - 3:44
2. Purple Haze - 3:04
3. Wild Thing (Chip Taylor) - 1:30
4. Bleeding Heart (edited) (Elmore James) - 5:30

## Musicisti
- Jimi Hendrix: chitarra elettrica, voce
- Mitch Mitchell: batteria
- Noel Redding: basso